# Episodi di Organizzazione U.N.C.L.E. (terza stagione)
La terza stagione della serie televisiva Organizzazione U.N.C.L.E. è stata trasmessa in anteprima negli Stati Uniti d'America dalla NBC tra il 16 settembre 1966 e il 14 aprile 1967.
| nº | Titolo originale                           | Titolo italiano | Prima TV USA      | Prima TV Italia |
| -- | ------------------------------------------ | --------------- | ----------------- | --------------- |
| 1  | The Her Master's Voice Affair              |                 | 16 settembre 1966 |                 |
| 2  | The Sort of Do-It-Yourself Dreadful Affair |                 | 23 settembre 1966 |                 |
| 3  | The Galatea Affair                         |                 | 30 settembre 1966 |                 |
| 4  | The Super-Colossal Affair                  |                 | 7 ottobre 1966    |                 |
| 5  | The Monks of St. Thomas Affair             |                 | 14 ottobre 1966   |                 |
| 6  | The Pop Art Affair                         |                 | 21 ottobre 1966   |                 |
| 7  | The Thor Affair                            |                 | 28 ottobre 1966   |                 |
| 8  | The Candidate's Wife Affair                |                 | 4 novembre 1966   |                 |
| 9  | The Come with Me to the Casbah Affair      |                 | 21 novembre 1966  |                 |
| 10 | The Off-Broadway Affair                    |                 | 18 novembre 1966  |                 |
| 11 | The Concrete Overcoat Affair (Part 1 e 2)  |                 | 25 novembre 1966  |                 |
| 12 | The Concrete Overcoat Affair (Part 1 e 2)  |                 | 2 dicembre 1966   |                 |
| 13 | The Abominable Snowman Affair              |                 | 9 dicembre 1966   |                 |
| 14 | The My Friend the Gorilla Affair           |                 | 16 dicembre 1966  |                 |
| 15 | The Jingle Bells Affair                    |                 | 23 dicembre 1966  |                 |
| 16 | The Take Me to Your Leader Affair          |                 | 30 dicembre 1966  |                 |
| 17 | The Suburbia Affair                        |                 | 6 gennaio 1967    |                 |
| 18 | The Deadly Smorgasbord Affair              |                 | 13 gennaio 1967   |                 |
| 19 | The Yo-Ho-Ho and a Bottle of Rum Affair    |                 | 20 gennaio 1967   |                 |
| 20 | The Napoleon's Tomb Affair                 |                 | 27 gennaio 1967   |                 |
| 21 | The It's All Greek to Me Affair            |                 | 3 febbraio 1967   |                 |
| 22 | The Hula Doll Affair                       |                 | 17 febbraio 1967  |                 |
| 23 | The Pieces of Fate Affair                  |                 | 24 febbraio 1967  |                 |
| 24 | The Matterhorn Affair                      |                 | 3 marzo 1967      |                 |
| 25 | The Hot Number Affair                      |                 | 10 marzo 1967     |                 |
| 26 | The When in Roma Affair                    |                 | 17 marzo 1967     |                 |
| 27 | The Apple a Day Affair                     |                 | 24 marzo 1967     |                 |
| 28 | The Five Daughters Affair (Part 1 e 2)     |                 | 31 marzo 1967     |                 |
| 29 | The Five Daughters Affair (Part 1 e 2)     |                 | 7 aprile 1967     |                 |
| 30 | The Cap and Gown Affair                    |                 | 14 aprile 1967    |                 |